# Jolkby
Jolkby är en by i Kyrkslätt i landskapet Nyland i Finland. Byn ligger nära Kyrkslätts centrum cirka 30 kilometer från Helsingfors. Området begränsas av Gamla Kustvägen, Jolkbybergen, Centralskogen och Gillobacka. Grannbyar är Hindersby och Bredberget.
Jolkby är uppkallad efter Jolkby gård som ligger nära Kyrkslätts centrum. Ägarna av Jolkby gård, släkten Röman, har påverkat områdets utveckling och har bland annat donerat tomter till det tidigare  sjukhuset och kommunläkarens hus.
Jolkbys bostadsområde byggdes huvudsakligen på 1980-talet. I Jolkby ligger också skolan Heikkilän koulu.